# Calyptogena (Ectenagena) nautilei
Calyptogena (Ectenagena) nautilei is een tweekleppigensoort uit de familie van de Vesicomyidae. De wetenschappelijke naam van de soort is voor het eerst geldig gepubliceerd in 1986 door Okutani & Métivier.